# Protoxaea
Protoxaea  (лат.) — род перепончатокрылых насекомых из семейства андренид (Andrenidae). Известно 11 видов из трёх подродов. Распространены на юге Северной Америки и в Южной Америке.

## Систематика
- Mesoxaea — распространены от Чьяпас севернее до Луизианы, Техаса и южной Аризоны. Известно 7 видов[1][2].

- Protoxaea arizonica Cockerell, 1936
- Protoxaea clypeata Hurd & Linsley, 1976
- Protoxaea nigerrima Friese, 1912
- Protoxaea tachytiformis Cameron, 1901
- Protoxaea texana Friese, 1898
- Protoxaea rufescens Hurd & Linsley, 1976
- Protoxaea vagans Fox, 1894

- Notoxaea — распространены от Парагвая до Аргентины (крайняя южная точка в Мендоса) севернее до Мату-Гросу и, вероятно, до Пиауи. Единственный вид:

- Protoxaea ferruginea (Friese, 1898).

- Protoxaea — распространены от Пуэбла, Морелос и Герреро севернее до Аризоны, Нью-Мексико и Техаса. Известно три вида[1][2].

- Protoxaea australis Hurd & Linsley, 1976
- Protoxaea gloriosa (Fox, 1893)
- Protoxaea micheneri Hurd & Linsley, 1976